# 弯柄假复叶耳蕨
弯柄假复叶耳蕨（学名：Acrorumohra diffracta）为鳞毛蕨科假复叶耳蕨属下的一个种。